# لاوس في الألعاب الأولمبية
لاوس في الألعاب الأولمبية  تقوم اللجنة الأولمبية اللاوسية بالإشراف في شؤون مشاركة لاوس في الألعاب الأولمبية، شاركت لاوس أول مرة في الألعاب الأولمبية في دورة 1980 في موسكو في الاتحاد السوفيتي،  لم تفز لاوس حتى الآن بأي ميدالية في الألعاب الأولمبية.